# Damião Feliciano
Damião Feliciano da Silva (Campina Grande, 28 de abril de 1952) é um médico, radialista, empresário e político brasileiro, filiado ao União Brasil (UNIÃO). Atualmente é deputado federal pelo estado da Paraíba.

## Biografia
Natural de Campina Grande, é médico formado pela Faculdade de Medicina de Campina Grande. Em sua terra natal, fundou o Hospital Mariana e o Hospital de Urgência, onde atuou como Diretor Geral e Diretor Administrativo e Financeiro no período de 1982 a 1998.
É sócio fundador da rádio Panorâmica FM de Campina Grande e sócio da rádio 100.5 FM de Santa Rita, onde apresenta diariamente o programa A Voz do Coração e dá destaque às cidades.
No Governo estadual, exerceu os cargos de Secretário de Estado da Ciência e Tecnologia e do Meio Ambiente da Paraíba nos anos de 2005 e 2006, na gestão do então governador Cássio Cunha Lima.

### Carreira Política
Iniciou sua carreira política ao candidatar-se em 1992 a prefeito de Campina Grande, pelo PTB, mas não obteve êxito, perdendo logo em primeiro turno.
Em 1998, ainda no PTB, candidata-se a deputado federal e é eleito com 76 101 votos, sendo o segundo deputado mais votado da Paraíba.
Nas eleições de 2002, já filiado ao PMDB, não consegue a reeleição mas é eleito suplente. Assumiu, como suplente, o mandato de deputado federal em 2004 e permaneceu por quase cinco meses na Câmara Federal.
Em 2006, filiado ao antigo PL, elege-se mais uma vez deputado federal pela Paraíba e, já filiado ao PDT, é reeleito em 2010. Atualmente é o Presidente do Diretório Estadual do PDT na Paraíba.
Atua, na Câmara dos Deputados, em diversas Frentes Parlamentares e é Presidente da Frente Parlamentar em Defesa dos Profissionais de Saúde.
Em 17 de abril de 2016, Damião Feliciano votou contra a abertura do processo de impeachment de Dilma Rousseff. Já durante o Governo Michel Temer, votou a favor da PEC do Teto dos Gastos Públicos. Em agosto de 2017 votou a favor do processo em que se pedia abertura de investigação do então presidente Michel Temer.
Assumiu em 2023 a liderança da recém-criada Bancada Negra da Câmara dos Deputados, formada por deputados e deputadas pretos e pardos.